# Sébastien Vassant
 (novembre 2018).
Sébastien Vassant est un auteur de bande dessinée et illustrateur français né le 11 août 1980 à Paris.

## Biographie
Sébastien Vassant est diplômé de l'École supérieure des arts Saint-Luc à Liège.
En 2002 et jusqu'en 2006, il crée les éditions La Boîte d'Aluminium et s'associe à la structure slovène Stripburger. En 2006, il crée la collection « Discover » qu'il dirigera un an pour les Éditions Paquet.
Il a créé avec Thomas Cadène le Plus petit et plus informel festival de bande dessinée du monde (PPPIFBDM), festival de bande dessinée dont la première (et seule) édition a eu lieu à Langlade en juin 2009.
Entre 2010 et 2012, il participe au feuilleton en ligne Les Autres Gens scénarisé par Thomas Cadène.
Entre septembre 2013 et juillet 2014, il réalise avec Gilles Lahrer un feuilleton à suivre hebdomadaire en ligne, La Liste Valérond-Lourcelles, qui comporte 49 épisodes, équivalent à 400 pages environ.
Depuis 2013, il collabore régulièrement avec La Revue dessinée et Topo.
En 2017, il obtient avec Benjamin Stora le Prix BD du livre politique pour Histoire dessinée de la guerre d'Algérie,.
Entre 2017 et 2022, il a été président de Maison Fumetti à Nantes.

## Œuvres

### Bande dessinée
- Rodney contre le robot, Carabas, 2006
Scénario, dessin et couleurs : Sébastien Vassant - (ISBN 978-2-351-00082-3)
- Comment je me suis fait suicider, 6 pieds sous Terre, 2006
Scénario : Loïc Dauvillier - Dessin : Sébastien Vassant - (ISBN 2-910431-94-0)
- El mexicano, Carabas, 2007
Scénario, dessin et couleurs : Sébastien Vassant - (ISBN 978-2-351-00228-5)
- L'Accablante apathie des dimanches à rosbif, Futuropolis, 2008
Scénario : Gilles Larher - Dessin : Sébastien Vassant - (ISBN 978-2-7548-0104-1)
- La voix des hommes qui se mirent, Futuropolis, 2009
Scénario : Gilles Larher - Dessin : Sébastien Vassant - (ISBN 978-2-7548-0231-4)
- Frères d'Ombre, Futuropolis, 2013
Scénario : Jérôme Piot - Dessin et couleurs : Sébastien Vassant - (ISBN 978-2-7548-0687-9)[4]
- Juger Pétain, Glénat, 2015
Scénario : Sébastien Vassant d'après Philippe Saada - Dessin et couleurs : Sébastien Vassant - (ISBN 978-2-344-00560-6)
- Politique Qualité, Futuropolis, 2016
Scénario : Sébastien Vassant sur une idée de Kris - Dessin et couleurs : Sébastien Vassant - (ISBN 978-2-7548-0313-7)
- Histoire Dessinée de la Guerre d'Algérie, Seuil, 2016
Scénario : Sébastien Vassant avec Benjamin Stora - Dessin : Sébastien Vassant - Couleurs : Sébastien Vassant & Anne-Sophie Dumeige - (ISBN 978-2021282955)
- Mai 68 : La Veille du Grand Soir, Seuil - Delcourt, 2018
Scénario : Patrick Rotman avec Sébastien Vassant - Dessin : Sébastien Vassant - Couleurs : Sébastien Vassant & Anne-Sophie Dumeige - (ISBN 9782413000389)
- Les Heures Passée à Contempler la Mère, Futuropolis, 2019
Scénario : Gilles Larher - Dessin et couleurs : Sébastien Vassant - (ISBN 978-2754816687)
- Victor Hugo dit non à la peine de mort, Actes Sud Junior, 2020
Scénario : Murielle Szac et Sébastien Vassant - Dessin et couleurs : Sébastien Vassant - (ISBN 978-2-330-13410-5)
- Les Représentants[5], Virages Graphiques, 2022
Scénario : Vincent Farasse, - Dessin : Sébastien Vassant avec David Prudhomme, Alfred, et Anne Simon - Couleurs : Sébastien Vassant - (ISBN 978-2-7436-5571-6)
- La Fabrique des Français, Futuropolis, 2023
Scénario : Sebastien Vassant (d'après le documentaire de Françoise Davisse er Carl Aderhold - Dessin et couleurs : Sébastien Vassant - (ISBN 9782754828796)
- Une brève histoire de l'égalité, Seuil, 2024
Scénario : Stephen Desberg (d'après le livre de Thomas Piketty) - Dessin et couleurs : Sébastien Vassant - (ISBN 9782021566376)

### Illustration
- Jules des Chantiers, Éditions de l'Atelier, 2009
Scénario : Frédérique Jacquet - Dessin : Sébastien Vassant - (ISBN 978-2-7082-4069-8)
- Henri Gautier, d'espoir et d'acier, Éditions de L'Atelier, 2018
Scénario : Jessie Magana - Dessin : Sébastien Vassant - (ISBN 978-2708245396)
- Héros Ordinaires, Éditions La Martinière Jeunesse, 2020
Scénario : Anne Terral - Dessin et couleurs : Sébastien Vassant - (ISBN 9782732494555)
- Exceptionnels Animaux, Éditions La Martinière Jeunesse, 2023
Scénario : Anne-Sophie Dumeige - Dessin et couleurs : Sébastien Vassant - (ISBN 9791040112976)

## Prix
- 2017 : Prix France Culture étudiant de la bande dessinée politique pour Histoire dessinée de la guerre d'Algérie.
- 2009 : Shériff d'or décerné par la librairie Esprit BD (Clermont Ferrand) pour L'Accablante Apathie des Dimanches à Rosbif[réf. nécessaire].